# Piransko obzidje
Piransko obzidje je mestno obzidje, ki je obdajalo Piran. Deli obzidja so ohranjeni še danes.

## Zgodovina
Samo obzidje je sestavljeno iz treh različnih obzidij, ki so nastala zaradi širjenja mesta in so tako morali dvakrat zgraditi novo obzidje.
Najstarejše mestno jedro je bilo v 7. stoletju razdeljeno na četrti, ki so se imenovale po mestnih vratih: Miljska, Stolna, Osrednja in Poljska. Takrat zgrajeno obzidje danes oklepa mestno jedro.
Z razvojem mesta se je se je obzidje premikalo proti jugovzhodu in sproti vključevalo posamezne nove četrti, ki so nastale zunaj njega. Del obzidja, ki ga je obdajal najstarejši del mesta na področju rta, se v svojem poteku ni spreminjalo, potrebno pa ga je bilo večkrat obnoviti.
V končni fazi širitve, ki se je vršila med letoma 1470 in 1533, je tretje obzidje zaobjelo celoten polotok. V tem vmesnem času je nastalo tudi drugo obzidje, ki je vključevalo mestni predel Marčana. Največji del ohranjenega obzidja sodi v čas od začetka 15. do sredine 16. stoletja in je postalo sestavni del srednjeveške mestne strukture. Izjemno zgodovinsko vrednost ima njegov najobsežnejši ohranjeni ostanek tretjega obzidja na področju Mogorona, s katerim se zgodovinsko mestno jedro zaključuje.
Obzidje je nastalo postopoma, večji del pa prav takrat, ko se je spremenil način bojevanja zaradi uporabe smodnika, kar je zahtevalo nov način mestne obrambe. Po svojih oblikah se je mestno obzidje prilagajalo srednjeveškemu načinu vojskovanja. 

## Nekdanja mestna vrata
Do danes se je v Piranu ohranilo sedmero mestnih vrat, nekdanjih vhodov skozi obzidje v mesto:
1. Prva Rašporska vrata v gotskem slogu so bila zgrajena v sklopu mestnega obzidja. Do njih lahko pridemo po Rozmanovi ulici.
2. Druga Rašporska vrata so bila zgrajena leta 1470. Z njimi se je zaključeval strnjeni del tretjega obzidja s sedmimi stolpi. Imajo značilen zašiljen lok in še vidne kamnite tečaje vrat.
3. Mestna vrata Marčana so bila zgrajena leta 1534. Vodijo v današnjo Ulico svobode. Grajena so v renesančnem slogu in so bila del tretjega obzidja.
4. Miljska vrata (Porta Mugla)[7] iz 13. stoletja so med najstarejšimi ohranjenimi vrati v mestu. Ime so dobila po stari Miljski ulici v mestni četrti Punta, ki je vodila proti morju.
5. Dolfinova vrata so najlepše ohranjena gotska vrata v mestu. Zgrajena so bila leta 1483, postaviti jih je dal takratni podestat Dolfin. Spoznamo jih po značilnem grbu s tremi delfini in so tudi edina vrata, ki so obdržala izvirno obliko-preprosto formo šilastega gotskega loka.
6. Poljska vrata (Porta Campo)[7] so iz 15. stoletja. Ob njih je nekoč stala cerkev ali kapela sv. Jakoba, ki je bila povezana tako z ložo kot z nekdanjo Mestno hišo.
7. Baročna vrata svetega Jurija so zlita s Sodno palačo, zato jih marsikateri potnik ne dojema kot samostojen objekt, pač pa kot del palače. Obnovljena so bila leta 1660.